# Écault
Écault (en néerlandais : Eckhout ) est un hameau dépendant de la commune française de Saint-Étienne-au-Mont, située dans le département du Pas-de-Calais, en région Hauts-de-France.
Il est connu dans le Boulonnais pour ses sites naturels, sa forêt et ses dunes face à la mer.

## Situation
Situé sur la Côte d'Opale, au bord de la Manche, Écault se trouve à 6 km au sud de Boulogne-sur-Mer et à environ 100 km de Lille, 210 km de Paris, 150 km de Londres et 200 km de Bruxelles à vol d'oiseau.
Le hameau d'Écault forme, avec le village de Pont-de-Briques, la commune de Saint-Étienne-au-Mont et dépend donc administrativement de la mairie de Saint-Étienne-au-Mont située à Pont-de-Briques. Malgré ce statut, Écault est souvent considéré par la population locale comme étant indépendant.
Écault est beaucoup moins urbanisé et dense que Pont-de-Briques : la majeure partie du territoire étant des espaces agricoles et naturels (champs, pâturages, dunes...).
Le village d'Écault est situé sur une colline à environ 100 m d'altitude, ce qui lui permet de voir, et d'être vu, à des kilomètres à la ronde.
Le village est entouré par les communes et territoires suivants :

## Accès et transports

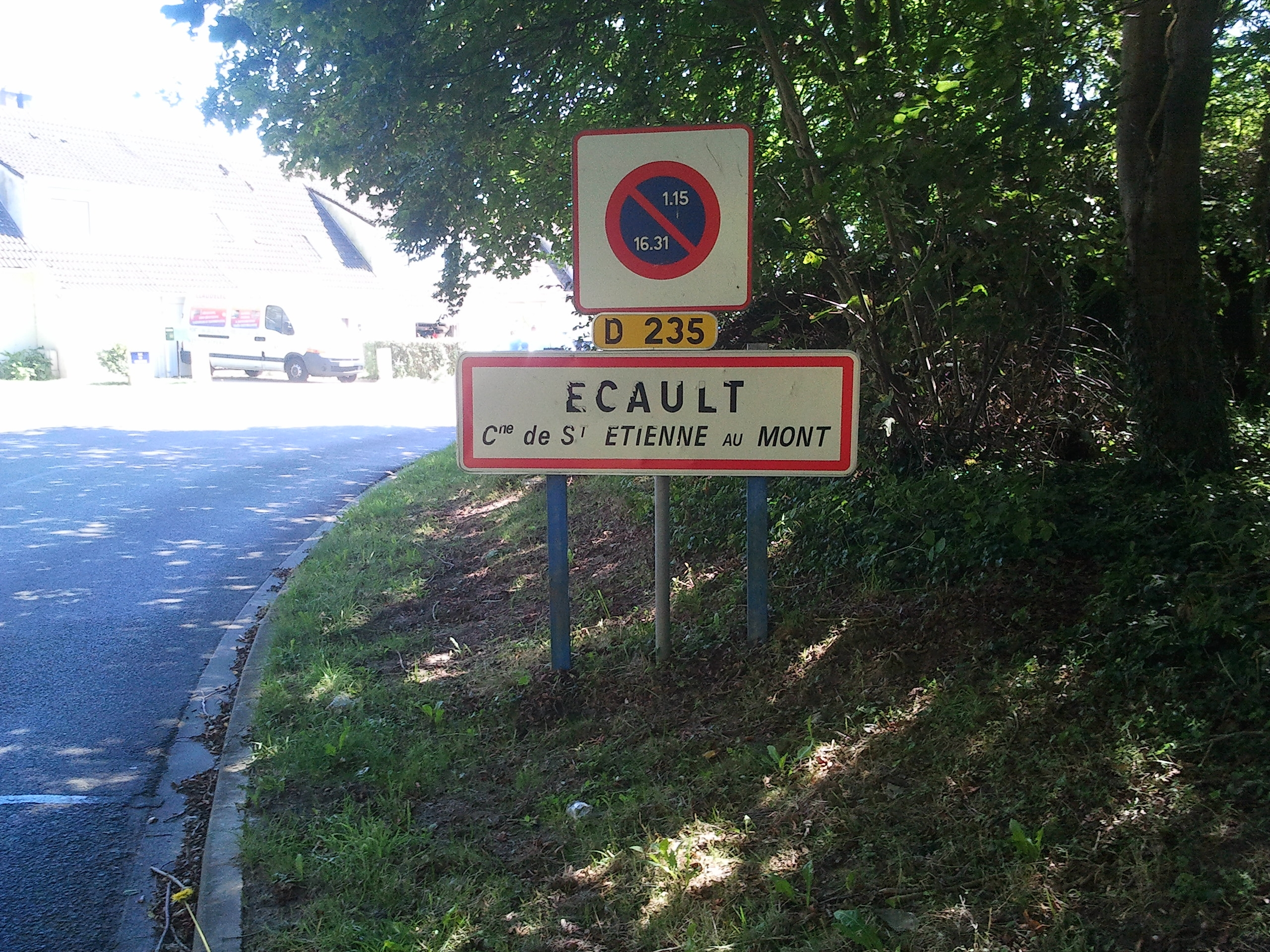
Panneau d'entrée du village, sur la RD 235.

Écault est accessible essentiellement à partir des communes voisines.
L'autoroute A16 passe à proximité mais ne dessert pas directement le village. On peut rejoindre Écault en prenant la sortie  27 Neufchâtel-Hardelot (à 10 km) en venant du sud, ou la sortie  29 Boulogne-Ports (à 8 km) en venant du nord.
La gare ferroviaire la plus proche est celle de Pont-de-Briques (ligne Boulogne-Amiens). La gare de Boulogne-Ville, la plus importante aux environs, est située à 10 minutes d'Écault en voiture.
Écault est également desservie par la ligne I du réseau Marinéo.

## Toponymie
Écault tire son nom de Hecout, qui prendrait racine de l'ancien néerlandais : Eck Holt, "Bois de Chêne" en français.

## Paysage
Celui-ci se compose :
- de 304 hectares de forêt : la Forêt domaniale d'Écault, gérée par l'ONF (qui se prolonge à l'est sur la commune de Condette) ;
- de 162 hectares de dunes : les Dunes d'Écault, site naturel protégé ;
- d'une plage de 2 555 mètres[3] (entre les plages d'Équihen et d'Hardelot) ;
- de collines, de champs et de pâturages (entre Outreau et Pont-de-Briques).

Le paysage d'Écault appartient au parc naturel régional des Caps et Marais d'Opale.
La Warrenne et la Cachaine, deux cours d'eau, prennent leur source à Écault. Le premier se jette dans la Manche sur la plage d'Écault, le deuxième dans la Liane à Pont-de-Briques. Un autre petit fleuve, la Becque d'Hardelot longe le sud d'Écault, marquant la limite officielle entre ce dernier et Hardelot.
Pour l'ancien maire de la commune, Jean-Claude Juda, en 2012, les Dunes d'Écault sont « l'un des plus beaux sites d'Europe ».

## Lieux notables
- Le siège du parc naturel marin des estuaires picards et de la mer d'Opale.
- Aréna, maison des dunes et centre d'interprétation de l'environnement, fermé en 2018.
- L'église d'Écault, ou chapelle d'Écault, à la limite entre Écault et Pont-de-Briques.

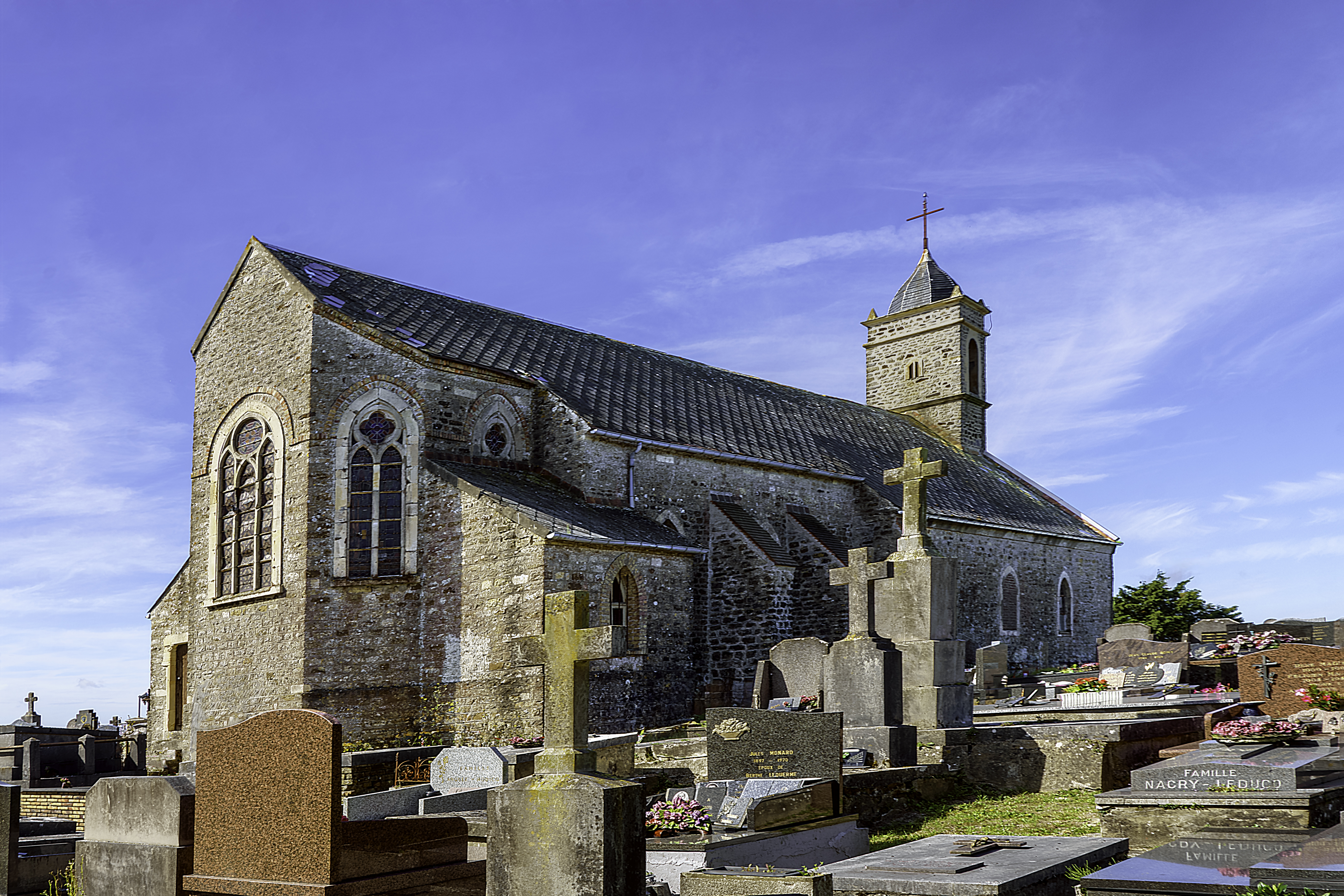
Chevet et face nord.
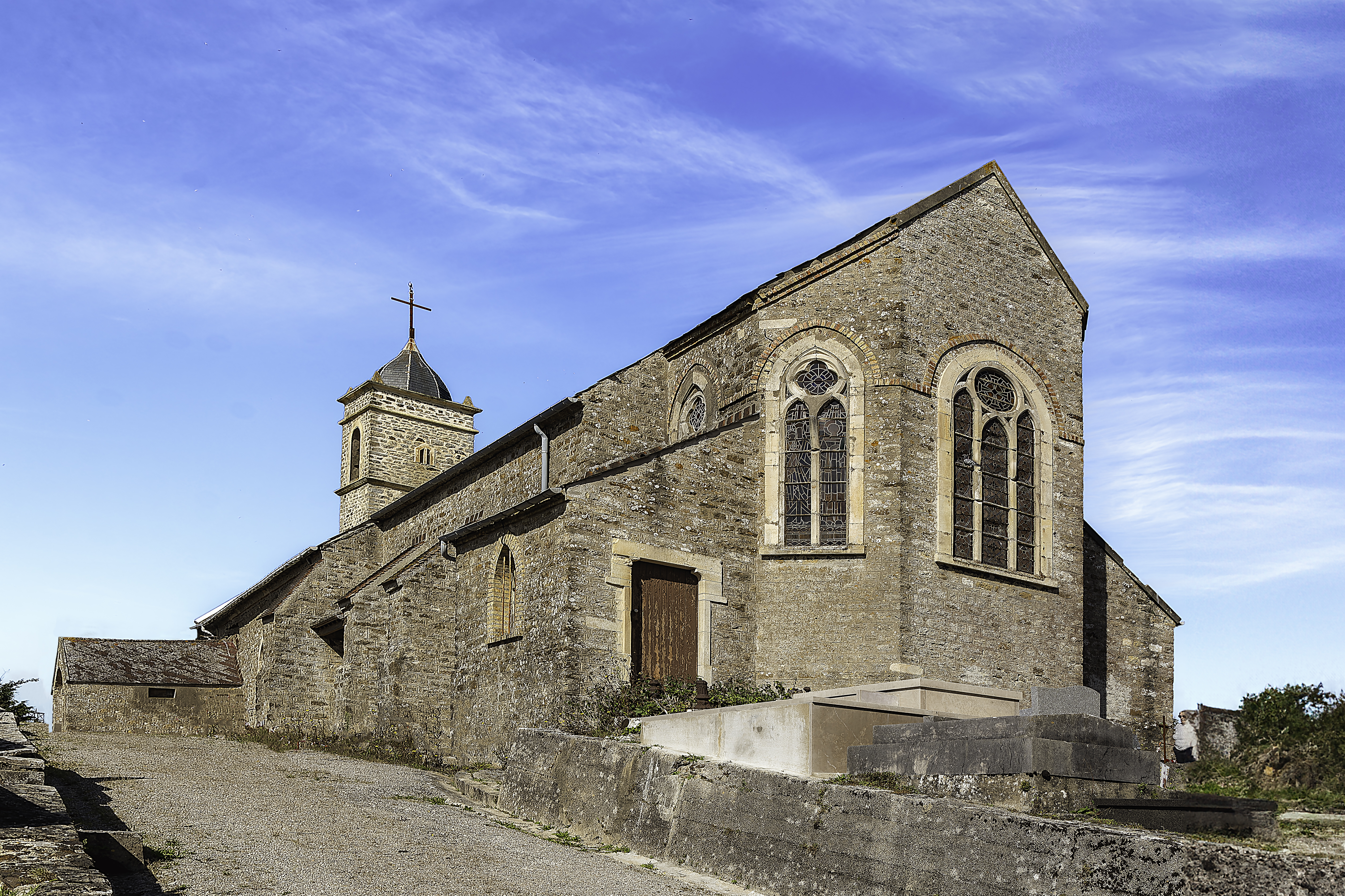
Chevet et face sud.
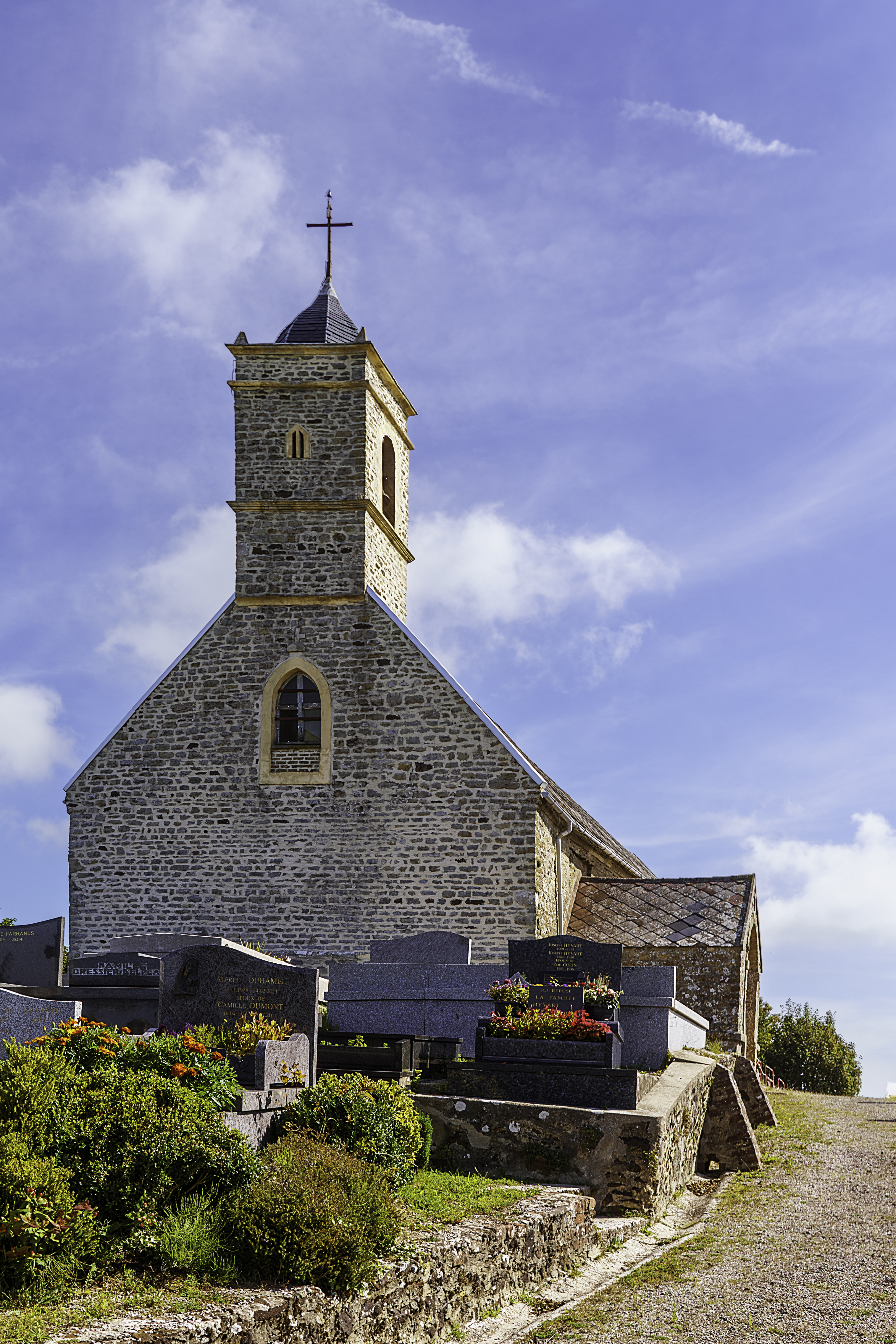
Narthex sans portail.
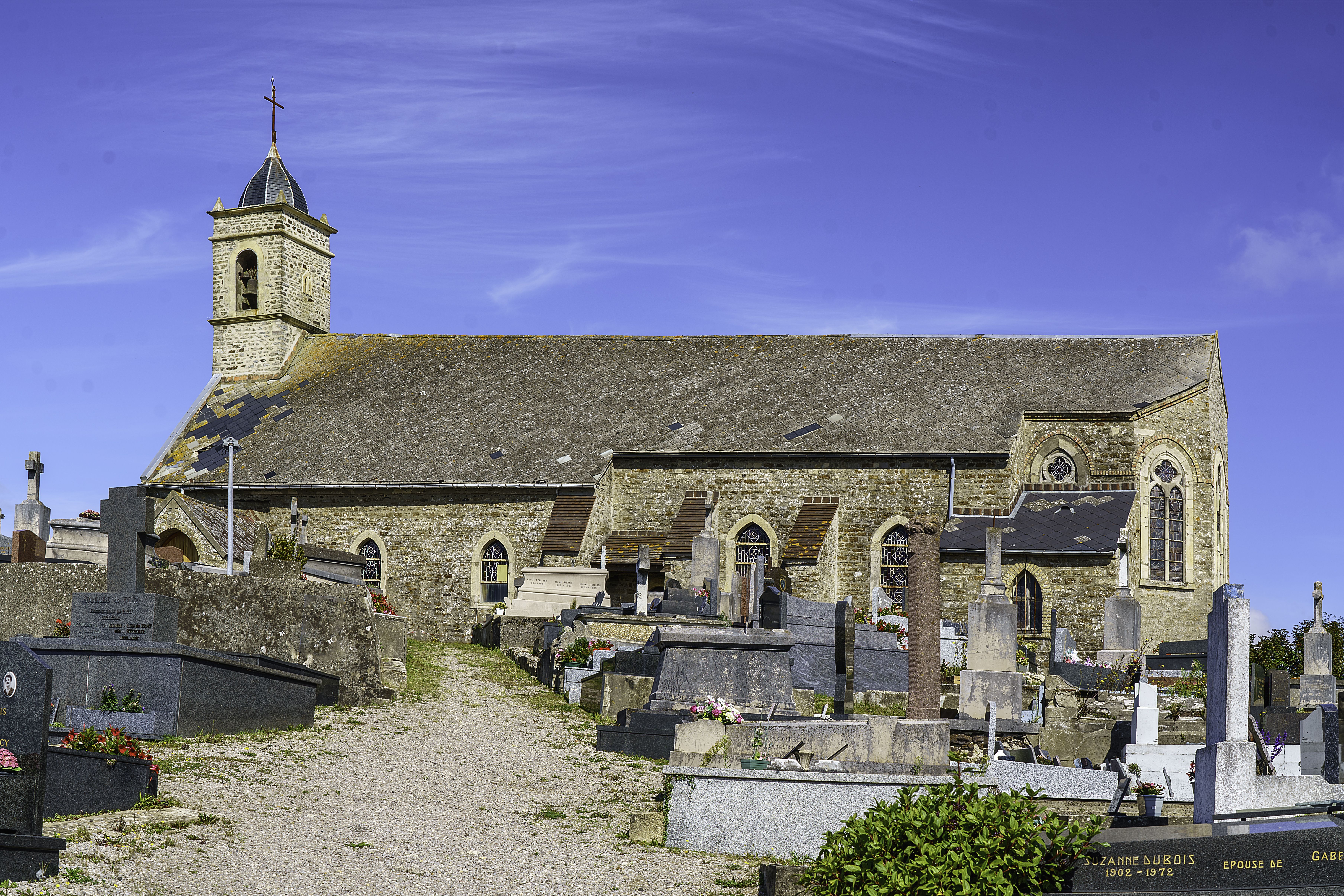
Face sud.
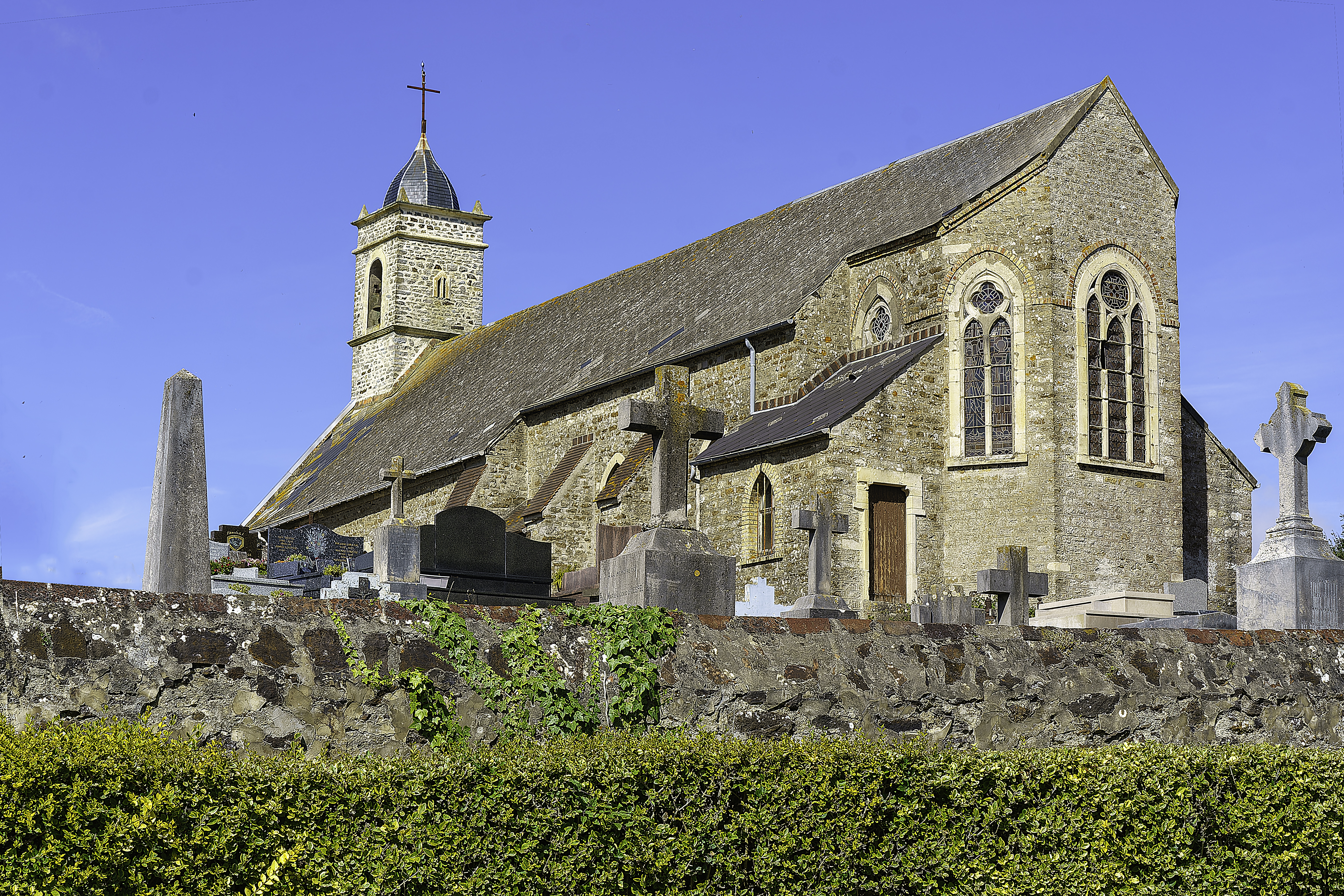
Vue de la Rue Valin.

- L'école primaire publique d'Écault.
- Le camping de la Warenne, situé entre les dunes et la forêt[4].
- Le centre d'animation jeunesse du Val d'Écault.
- La salle polyvalente d'Écault, située face à l'école, utilisée par la commune pour des événements sportifs et des spectacles.
- Le centre de vacances du Pré Catelan britannique (PGL), situé au sud d'Écault, à la limite avec Hardelot, accueille les écoles du Royaume-Uni pour découvrir la France.
- Le Buste mémorial du Chemin des Juifs dans la forêt.

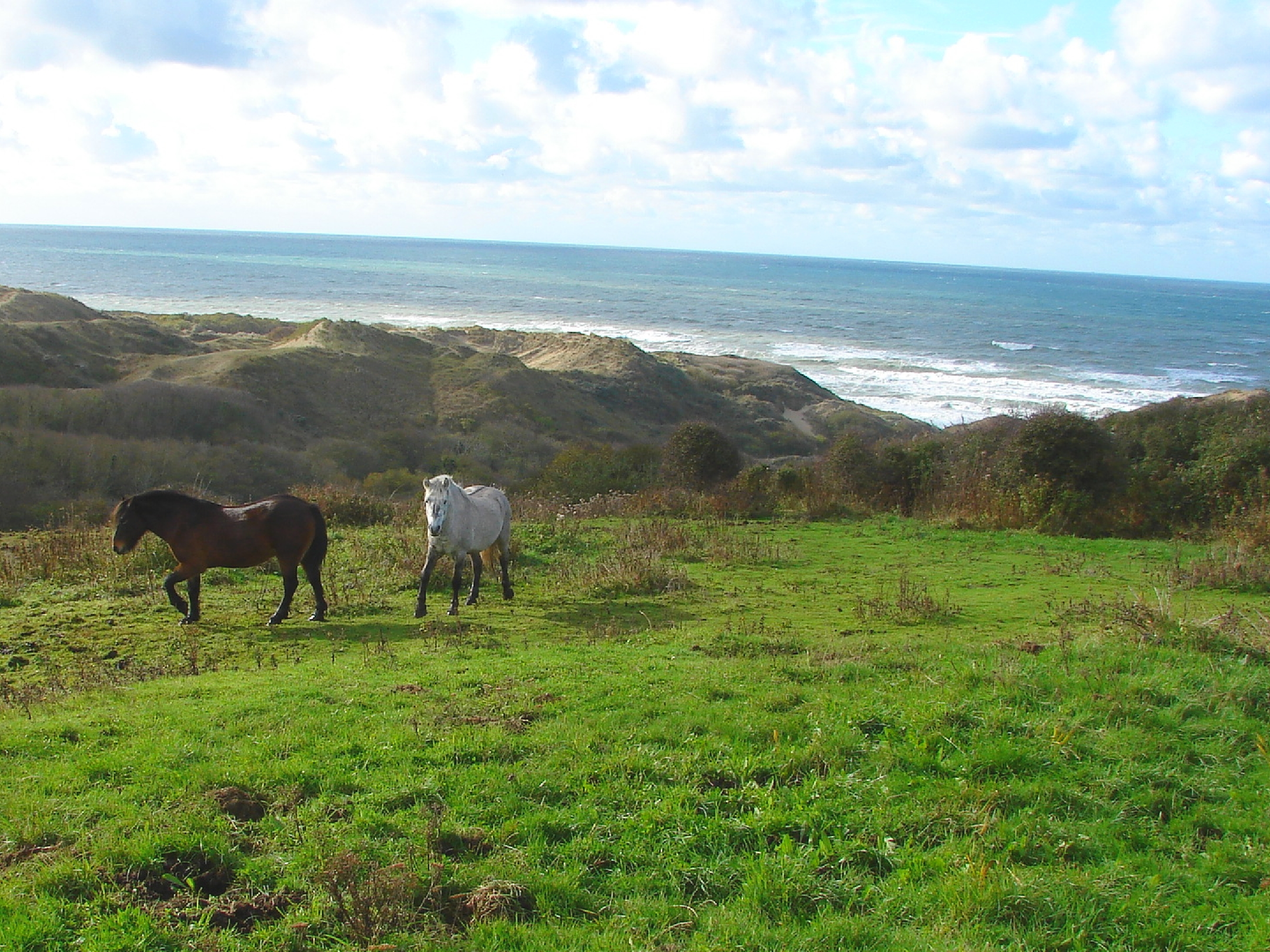
Des chevaux dans les pâturages d'Écault.
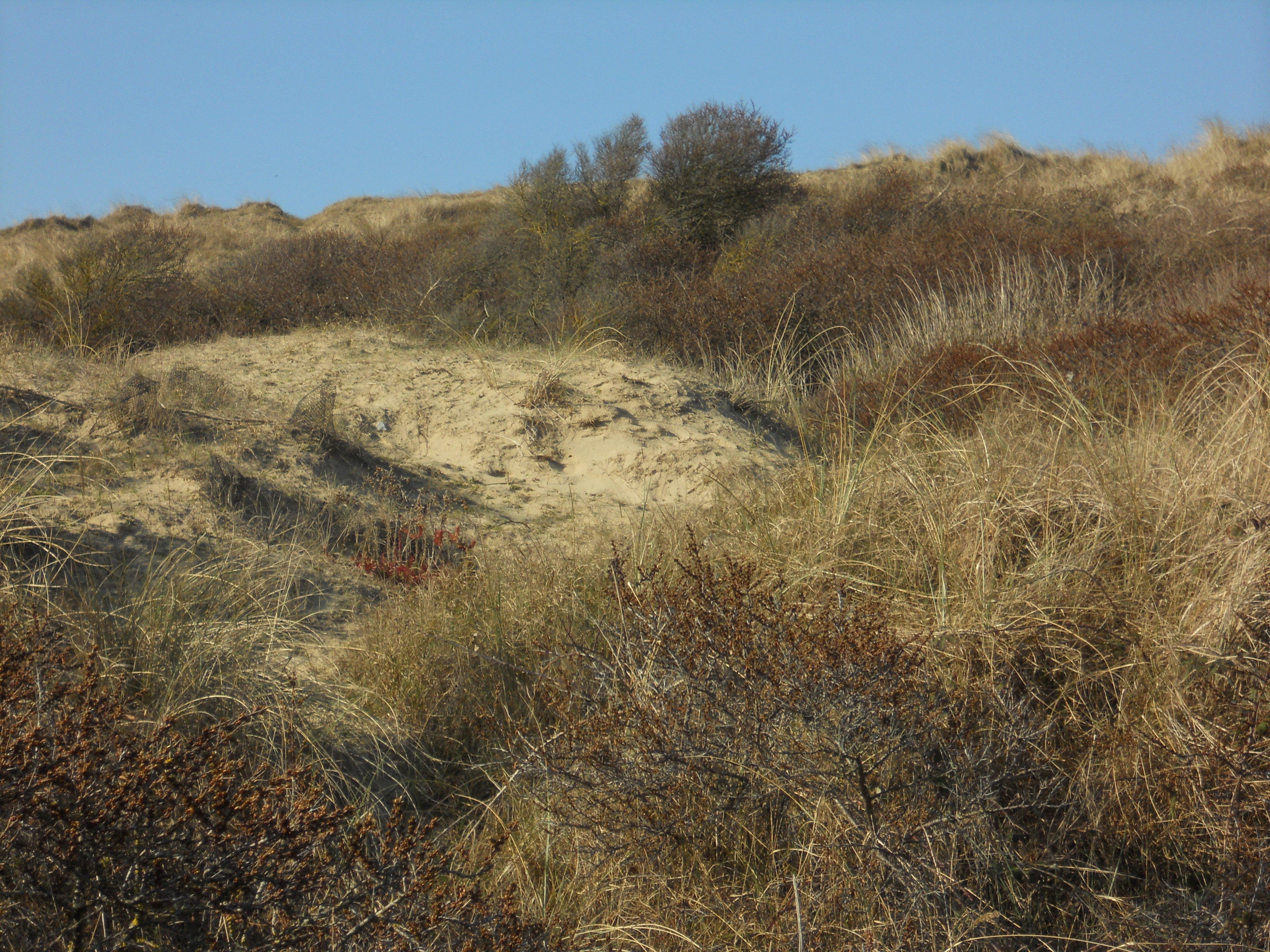
Les Dunes d'Écault
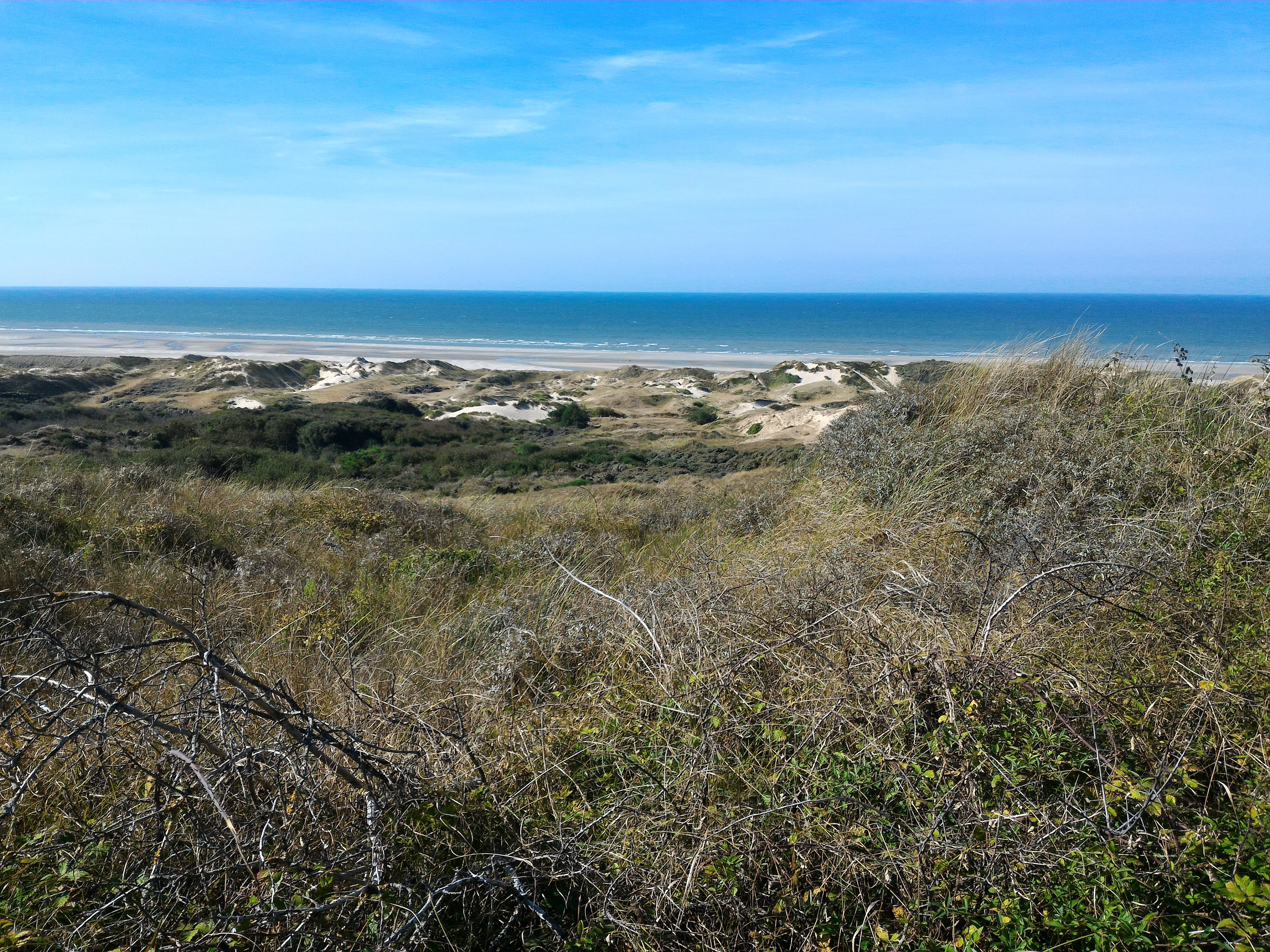
Vue des dunes d'Écault et de la Manche
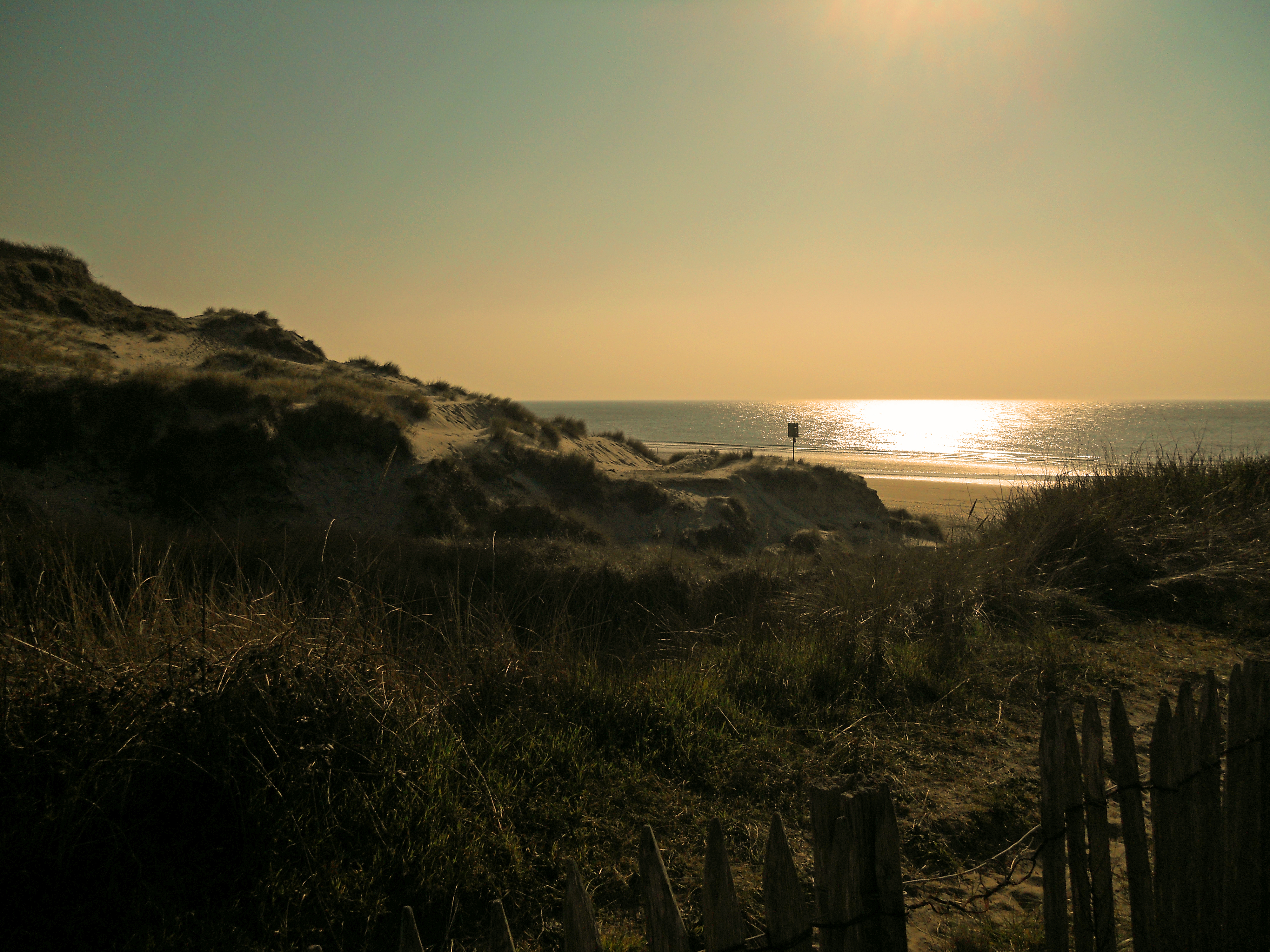
Coucher de soleil aux Dunes d'Écault
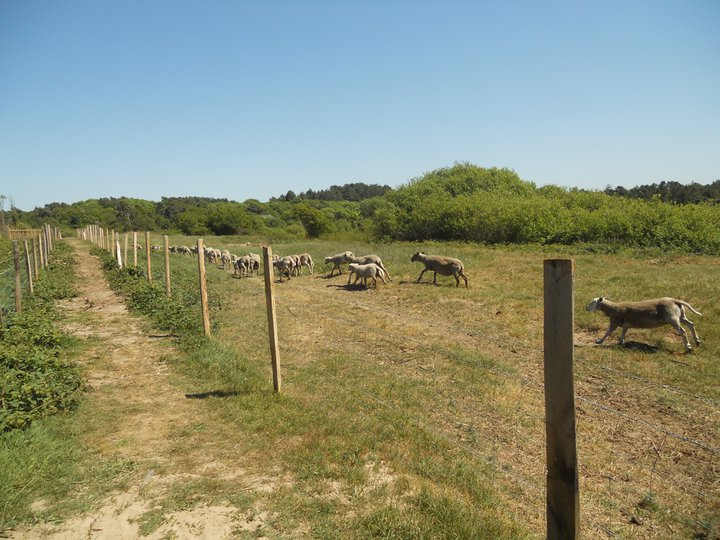
Le communal d'Écault, enclos pour moutons
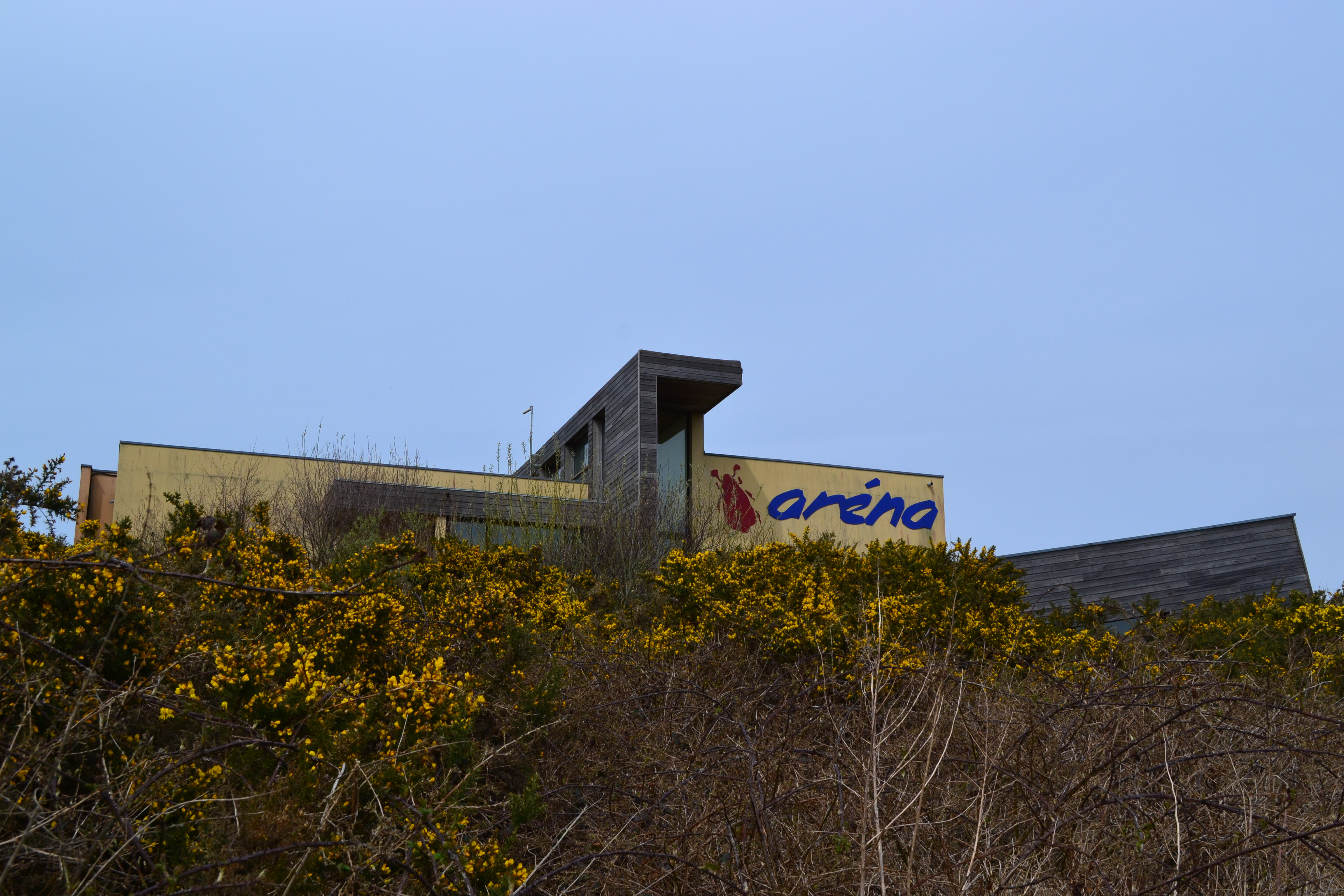
Le centre Aréna

## Festivités
Chaque été, la commune organise à Écault la Fête de la Dune avec des repas, des animations, des jeux et des spectacles. Cette fête accueille chaque année des personnalités de la chanson et du spectacle (depuis 2011, Chantal Goya, Hélène Ségara, Gilbert Montagné, Hervé Vilard, Dany Brillant et Jean-Marie Bigard y ont notamment participé).